# 張鵬九
張鵬九（?—?），贵州畢節人，清朝政治人物。同進士出身。
乾隆十九年（1754年）甲戌科進士，三甲九十五名，官河南柘城知縣。